# Wald östlich Wildsachsen
Wald östlich Wildsachsen este o arie protejată (arie specială de conservare — SAC, sit de importanță comunitară — SCI) din Germania întinsă pe o suprafață de 272,23 ha, integral pe uscat.

## Localizare
Centrul sitului Wald östlich Wildsachsen este situat la coordonatele 50°07′03″N 8°22′53″E / 50.1175°N 8.3814°E.

## Înființare
Situl Wald östlich Wildsachsen a fost declarat sit de importanță comunitară în noiembrie 2004 pentru a proteja 1 specie de plante. Situl a fost protejat și ca arie specială de conservare în martie 2008.

## Biodiversitate
Situată în ecoregiunea continentală, aria protejată conține 2 habitate naturale: Păduri de fag Luzulo-Fagetum, Păduri aluvionare cu Alnus glutinosa și Fraxinus excelsior (Alno-Padion, Alnion incanae, Salicion albae).
La baza desemnării sitului se află o specie protejată de  plante: mușchi (Dicranum viride).